# Jeremiah Fears
Jeremiah Fears (Joliet, Illinois, 14 de octubre de 2006) es un baloncestista estadounidense que pertenece a la plantilla de los New Orleans Pelicans de la NBA. Con 2,01 metros de estatura, juega en la posición de escolta. 

## Trayectoria deportiva

### Primeros años
Jugó al baloncesto en el instituto Joliet West de Joliet, Illinois, en su segundo año con su hermano mayor, Jeremy, antes de ser transferido a la instituto AZ Compass para su temporada junior. Ese año promedió 14,2 puntos por partido (el mejor del equipo), a los que añadió de 3,6 rebotes, 2,3 asistencias y 2,5 robos de balón.

### Universidad
Jugó una temporada con los Sooners de la Universidad de Oklahoma, en la que promedió 17,1 puntos, 4,1 rebotes, 4,1 asistencias y 1,6 robos de balón por partido. Fue uno de los tres únicos jugadores y el único novato de las denominadas Power Four conferences (las cuatro conferencias más potentes de la competición, Big Ten, Big 12, the ACC y la SEC) en promediar al menos 17,0 puntos, 4,0 rebotes, 4,0 asistencias y 1,5 robos por partido. Al término de la misma fue incluido en el mejor quinteto freshman de la Southeastern Conference.

#### Estadísticas
| Año     | Equipo   | PJ | PT | MPP  | %TC  | %3P  | %TL  | RPP | APP | ROB | TPP | PPP  |
| ------- | -------- | -- | -- | ---- | ---- | ---- | ---- | --- | --- | --- | --- | ---- |
| 2024–25 | Oklahoma | 34 | 31 | 30.2 | .434 | .284 | .851 | 4.1 | 4.1 | 1.6 | .1  | 17.1 |

### Profesional
Fue elegido en la séptima posición del Draft de la NBA de 2025 por los New Orleans Pelicans. Se convirtió en el cuarto jugador de Oklahoma elegido entre las siete primeras posiciones del draft en los últimos 16 años, uniéndose a Blake Griffin, Buddy Hield y Trae Young. Es junto a Hield el segundo Sooner en ser elegido en el draft por los Pelicans.